# Kyrkans Utlandshjälp
Kyrkans Utlandshjälp, KUH, är  Finlands största medborgarorganisation för internationellt bistånd. Den är en av utrikesministeriets partnerorganisationer och en del av kyrkornas internationella biståndsnätverk, administrativt en stiftelse som verkar i samband med Evangelisk-lutherska kyrkan i Finlands utrikesavdelning. Årligen ger Kyrkans Utlandshjälp cirka 20 miljoner euro för bistånd till ett femtiotal länder. Organisationen grundades år 1947 för att framföra Evangelisk-lutherska kyrkans och dess församlingarnas internationella diakonarbete. 

## Historia
Kyrkans Utlandshjälp grundades den 25 september 1947. Efter Finlands krigsår mottog KUH hjälp från bland annat Sverige och USA. Därifrån kom pengar, kläder och livsmedel till det fattiga Finland. Från och med slutet av 1950-talet utvecklades Finland från att vara ett land som för behövt hjälp till att vara ett land som hjälper andra länder. Man beslöt att använda en dryg tredjedel av intäkterna från insamlingen Gemensamt Ansvar till att "undsätta de nödlidande i världen".
År 1955 blev KUH en självständig stiftelse. Administrativ förbindelse till Kyrkan syns ändå eftersom styrelsen för Kyrkans Utlandshjälp utnämns av Kyrkostyrelsens plenum.

## Verksamhet
Bland Kyrkans Utlandshjälps verksamhet hör insamlingen Gemensamt Ansvar, Changemaker, Kvinnobanken, internationellt diakoniarbete, humanitär hjälp, arbete för mänskliga rättigheter och Lärare utan gränser.

### Gemensamt Ansvar
Insamlingen Gemensamt Ansvar anordnas årligen i Finland. 60 procent av insamlingsintäkterna går till internationellt bistånd via Kyrkans Utlandshjälps katastroffond, 20 procent av intäkterna går till ett ändamål i Finland som utses varje år och 20 procent av intäkterna används till hjälpverksamhet via lokala församlingar.

### Changemaker
Changemaker är ett påverkningsnätverk för unga och unga vuxna, som främjar ungas möjligheter att påverka samhället i Finland och utomlands. Changemaker grundades år 2004.

### Kvinnobanken
Kvinnobanken är en gemenskap och en fond för att stöda kvinnors företagande och inkomst i u-länder. Kvinnobanken startades i maj 2007  som ett samarbete mellan Kyrkans Utlandshjälp och inflytelserika kvinnor som besökt Liberia.

### Lärare utan gränser
Lärare utan gränser är ett nätverk för lärare och pedagogiska proffs. Nätverket utvecklar global fostran i finländska skolor samt erbjuder möjligheter för lärare och andra pedagogiska proffs att utnyttja och utveckla sina kunskaper genom att stödja både lärare och utbildningssektorns kapacitet i utvecklingsländer.

## Ekonomi
År 2019 insamlade Kyrkans Utlandshjälp 44,7 miljoner euro varav 14,9 miljoner var internationella bidrag och 11,5 miljoner var donationer från privatpersoner, företag och organisationer. Statens bidrag till KUH var 10,3 miljoner euro och från församlingar fick KUH 7,5 miljoner euro. KUH använde 40,7 miljoner euro till understödjande verksamhet och 5,6 miljoner euro till funktioner i Finland och administrativa utgifter. 